# Dan Aykroyd
Daniel Edward Aykroyd (Ottawa, Ontario, 1 de juliol de 1952) és un actor, productor i guionista canadenc.

## Biografia
Abans de donar-se conèixer a la televisió Daniel Edward Aykroyd va fer estudis de criminologia que va abandonar. Es va casar amb Donna Dixon el 1982 i va tenir 3 filles. Es dona a conèixer pel gran públic estatunidenc gràcies a la seva participació en l'emissió televisada Saturday Night Live entre 1975 i 1979.
Debuta amb Steven Spielberg a 1941; després obté el seu principal paper a The Blues Brothers amb el seu millor amic John Belushi, mort el 1982. Es troba, entre d'altres, a Una butaca per a dos i a Sos fantasmes.

## Filmografia

### com a actor

#### Anys 1970
- 1974: The Gift of Winter (TV): Goodly, Rotten, Maple (veu)
- 1975: Saturday Night Live (sèrie TV): Diversos papers (1975-1979)
- 1975: Coming Up Rosie (sèrie TV): Purvis Bickle (1975-76)
- 1977: Things We Did Last Summer (TV): Elwood Blues
- 1977: Love at First Sight: Roy
- 1978: The Rutles: All You Need Is Cash (TV): Brian Thigh
- 1979: Mr. Mike's Mondo Video: Jack Lord / ell mateix
- 1979: 1941 de Steven Spielberg: Sergent Frank Tree

#### Anys 1980
- 1980: The Blues Brothers de John Landis: Elwood Blues
- 1981: Veïns (Neighbors): Vic
- 1983: Doctor Detroit: Clifford Skridlow
- 1983: Trading Places de John Landis: Louis Winthorpe Iii
- 1983: Twilight Zone: The Movie de John Landis: Passatger/Conductor d'Ambulància (Pròleg/Esquetx 4)
- 1983: The Coneheads (TV): Beldar (veu)
- 1984: Indiana Jones i el temple maleït (Indiana Jones and the Temple of Doom) de Steven Spielberg: Weber
- 1984: Els caçafantasmes (Ghostbusters) d'Ivan Reitman: Dr. Raymond Stantz
- 1984: Nothing Lasts Forever: Buck Heller
- 1985: Into the Night de John Landis: Herb
- 1985: Spies Like Us de John Landis: Austin Millbarge
- 1987: Dragnet de Tom Mankiewicz: Joe Friday
- 1988: She's Having a Baby: Novel·la The Great Outdoors
- 1988: The Great Outdoors: Roman Craig
- 1988: Caddyshack II: Capità Tom Everett
- 1988: La meva noia és una extraterrestre  (My Stepmother Is an Alien) de Richard Benjamin: Steven Mills
- 1989: Caçafantasmes 2 (Ghostbusters II) d'Ivan Reitman: Dr. Raymond Stantz
- 1989: Passejant Miss Daisy (Driving Miss Daisy) de Bruce Beresford: Boolie Werthan

#### Anys 1990
- 1990: Masters of Menace: Johnny Lewis
- 1990: Dos polis guillats (Loose Cannons): Ellis Fielding
- 1991: Two-Fisted Tales (TV): Milligan (segment "Yellow")
- 1991: La meva noia: Harry Sultenfuss
- 1991: Embolics i més embolics (Nothing But Trouble) de Dan Aykroyd: Jutge Alvin 'J.P' Valkenheiser & Bobo
- 1991: L'Été de mes onze ans de Howard Zieff: Harry Sultenfuss
- 1992: This Is My Life de Nora Ephron: Arnold Moss
- 1992: Sneakers de Phil Alden Robinson: Mare
- 1992: Chaplin de Richard Attenborough: Mack Sennett
- 1993: Coneheads de Steve Barron: Beldar Conehead/Donald R.DeCicco
- 1994: My Girl 2: Harry Sultenfuss
- 1994: Un noi anomenat North (North) de Rob Reiner: Pa Tex
- 1994: A Century of Cinema de Caroline Thomas: ell mateix
- 1994: Exit to Eden de Garry Marshall: Fred Lavery
- 1995: The Random Factor: Dexter (veu)
- 1995: Tommy Boy: Ray Zalinsky
- 1995: Casper de Brad Silberling: Dr. Raymond Stantz
- 1995: Canadian Bacon de Michael Moore: Oficial RCMP
- 1996: Sergent Bilko de Jonathan Lynn: Coronel John T. Hall
- 1996: Getting Away with Murder: Jack Lambert
- 1996: Celtic Pride: Jimmy Flaherty
- 1996: Rainbow: Xèrif Wyatt Hampton
- 1996: Feeling Minnesota de Steven Baigelman: Detectiu Ben Costikyan
- 1996: My Fellow Americans: President William Haney
- 1997: The Arrow (TV): Crawford Gordon
- 1997: Un assassí una mica especial (Grosse Pointe Blank) de George Armitage: botiguer
- 1997: Soul Man (sèrie TV): Rev. Mike Weber
- 1998: Blues Brothers 2000 de John Landis: Elwood Blues
- 1998: Formiguez d'Eric Darnell i Tim Johnson: Xip (veu)
- 1998: El pla de la Susan (Susan's Plan): Bob
- 1999: Diamants (Diamonds): Lance Agensky

#### Anys 2000
- 2000: Stardom: Barry Levine
- 2000: Un perdedor amb sort (Loser) d'Amy Heckerling: Mr Tanneck
- 2000: The House of Mirth de Terence Davies: Augustus Trenor (Gus)
- 2001: The Devil and Daniel Webster: Julius Jenson
- 2001: Pearl Harbor de Michael Bay: Capità Thurman
- 2001: Evolució (Evolution) d'Ivan Reitman: Governador Lewis
- 2001: La maledicció de l'escorpí de Jade (The Curse of the Jade Scorpion) de Woody Allen: Chris Magruder
- 2001: On the Nose: Dr. Barry Davis
- 2001: Earth vs. the Spider (TV) de Scott Ziehl: Detectiu Insp. Jack Grillo
- 2002: Crossroads de Tamra Davis: Pete Wagner
- 2002: Unconditional Love de P.J. Hogan: Max Beasley
- 2003: Bright Young Things de Stephen Fry: Lord Monomark
- 2004: 50 primeres cites (50 First Dates) de Peter Segal: Dr. Keats
- 2004: Intern Academy: Dr. Cyrill Kipp
- 2004: Un Nadal de bojos (Christmas with the Kranks): Vic Frohmeyer
- 2007: Quan Chuck Troba Larry de Dennis Dugan: Capità P. Tucker

#### Anys 2010
- 2010: S.O.S. Fantômes III d'Ivan Reitman: Dr. Raymond Stantz
- 2012: En campanya tot s'hi val (The Campaign) de Jay Roach: Wade Motch
- 2014: Tammy de Ben Falcone: Don

### com a guionista
- 1980: The Blues Brothers
- 1981: Steve Martin's Best Show Ever (TV)
- 1984: Els caçafantasmes (Ghostbusters)
- 1985: The Best of John Belushi (vídeo)
- 1986: The Best of Dan Aykroyd (vídeo)
- 1987: Dragnet
- 1991: Nothing But Trouble
- 1993: The Best of the Blues Brothers (vídeo)
- 1993: Coneheads
- 1998: Blues Brothers 2000

### com a director
- 1991: Nothing But Trouble

## Premis i nominacions

### Premis
- 1989: Premi Razzie al pitjor paper secundari masculí per a Caddyshack II
- 1992: Premi Razzie al pitjor paper secundari masculí per Nothing But Trouble

### Nominacions
- 1990: Oscar al millor actor secundari per a Tot passejant Miss Daisy
- 1992: Premi Razzie al pitjor director per Nothing But Trouble
- 1992: Premi Razzie al pitjor guió per Nothing But Trouble (amb Peter Aykroyd)
- 1995: Premi Razzie al pitjor paper secundari masculí per Exit to Eden i L'Irrésistible North
- 1995: Premi Razzie a la pitjor parella per Exit to Eden (amb Rosie O'Donnell)

## Anècdotes
- És afectat de sindactília, una malformació congènita caracteritzada per la fusió de dits o dels dits del peu. A Mr. Mike Mondo Video (1979), es treu les seves sabates davant la càmera, revelant aquesta malformació.
- És afectat d'heterocromia (ulls gobis. Un és blau, l'altre és marró.
- El 1985, canta We Are The World de Michael Jackson i Lionel Richie.
- El 1989, surt al costat de Steve Guttenberg, al clip de Michael Jackson, Liberian Girl dirigida per Jim Yukich